# Михаил Баришников
Михаил Николаевич Баришникков (на руски: Михаил Николаевич Барышников), с прякор „Миша“ e руски и американски танцьор, хореограф и актьор.
Неговото име се цитира заедно с това на Рудолф Нуреев и Владимир Василиев като един от най-големите балетисти в историята.
След обещаващо начало в Маринския балет в Ленинград, Баришников след турне в Торонто, остава в Канада след добре обмислена и организирана акция. Това се случва през 1974 г. След като е на свободна практика с много компании, той се присъединява към градския балет на Ню Йорк като главен танцьор, за да научи стила на Джордж Баланчин. След това танцува в Американския балетен театър, където по-късно става художествен ръководител.
Оглавява много от собствените си артистични проекти и е свързан по-специално с насърчаването на модерния танц, премиерата на десетки нови творби, включително неговите собствени. Успехът му като драматичен актьор на сцена, кино и телевизия спомага да се превърне в най-широко известния и признат съвременен танцьор.
През 1977 г. получава номинация за наградата Оскар за най-добър актьор във второстепенна роля и номинация за Златен глобус за ролята си на Юрий Копеикин във филма „Повратна точка“. Той играе важна роля и в последния сезон на телевизионния сериал „Сексът и градът“ и участва във филма „Бели нощи“ с Грегъри Хайнс, Хелън Мирън и Изабела Роселини.